# Emil Dreptate

Dreptate

Emil Dreptate (n. 13 iulie 1946, Miceștii de Câmpie, România – d. 24 august 2018). A urmat cursurile Universității „Babeș-Bolyai”, Facultatea de Filologie din Cluj-Napoca. 
Poet, jurnalist (corespondent pentru Radio România Actualități în Bistrița-Năsăud și director al cotidianului Mesagerul de BN), membru al Uniunii Scriitorilor din România și al Uniunii Ziariștilor Profesioniști.
Debut literar în revista” Tribuna” de Cluj, cu poezii, 1964. 
Publică în revistele: „Steaua”, „Tribuna”, „Vatra”, „Viața studențească", „Familia”, „România literară”, „Litera Nordului”, „Transilvania”, „Cronica”, „Luceafărul”, „Ramuri”, „Convorbiri literare”, „Minerva", „Amfiteatru”, „Ateneu” etc.
A publicat volumele: 
Vicleana vânătoare, Editura Eminescu, 1984; Cenușa unui zeu, Editura Eminescu, 1987; Mâine cântecul acesta, Editura, Dacia”, 1989; Vestirile despre tine, Editura George Coșbuc, 1995; Netălmăcit. Așteptările, Editura Eminescu, 1996; Păzitorul de cântece Editura Eminescu, 2001-Colecția Poeți români contemporani, Există un loc. Editura Mesagerul, 2008, Colina de aer”, antologie, Editura Dacia XXI, Cluj-Napoca, 2011
Prezent în antologii: 
9 dimineți; Suverana clipă; Patruzeci. Poeți bistrițeni  contemporani; Cenaclul literar George Coșbuc - 30, Editura Aletheia, 2001; Poeții revistei Echinox, Editura Dacia, 2004; Poem pentru orașul natal, Editura George Coșbuc, 2005; Un copac de sunete, Editura Eikon, 2006, ediție bilingvă; Rodica Botezatu-Poetree (Antologie de poezie în română și engleză), Editura Mesagerul, Bistrița, 2007; Arcade, Editura Ardealul Târgu Mureș, 2008, Andrei Moldovan-Pretexte. Antologie, dicționar de scriitori din Bistrița-Năsăud, Editura Eikon, 2008 Al nouălea cer, Antologie a Grupării de scriitori Litera Nordului, Editura George Coșbuc, Bistrița, 2009; Din lirica românească de dragoste, Editura, Ardealul”, Târgu-Mureș, 2010; Dorel Cosma-Elena M. Cîmpan-Conexiuni - antologie de poezie, Editura Karuna, Bistrița, 2010; Bistrița-o imagine a poeziei (Antologie româno-germană) de Elena M. Câmpan, Editura, Limes Cluj-Napoca, 2012;
Studii critice: 
Dicționarul scriitorilor bistrițeni, de Teodor Tanco, Editura Virtus Romana Rediviva; Scriitori contemporani de Tit Liviu Pop, Editura George Coșbuc Bistrița, 2003; Andrei Moldovan- Erezii lirice, Editura Limes 2004, Cluj-Napoca; Spiritualitate bistrițeana și năsăudeană, de Ion Bureacă, Editura Mesagerul, 2006; Dicționarul presei bistrițene, de Teodor Tanco, Editura Societatea Culturală Lucian Blaga, Cluj- Napoca, 2004, Scripta manent - Ghidul bibliografic al scriitorilor din radio, Editura Intermedia”, București 2004; Dicționarul Scriitorilor români de azi (din România, Basarabia, Bucovina de Nord, Banatul sârbesc, Europa Occidentală, Israel, America) Editura Porțile Orientului, Iași 2011; Elena M. Cîmpan- Cu ochii în carte, Editura, Limes, 2013; Irina Petraș-Scriitori ai Transilvaniei. Dicționar critic ilustrat, Editura Eikon, Cluj-Napoca, 2014
Repere critice:
“Muzicală, strânsă cu eleganță în mareele unei proze tradiționale, producția lui Emil Dreptate exprimă o tendință a decorporalizării trăirilor. Sângele său apare subțiat, întomnat, răspunzând cu melancolie decorului medieval local, într-un amestec de reflexe istorice și uneori declinante...
Neîndoios, fundalul acestei incantații dureros dematerializante e unul mistic.”
Gheorghe Grigurcu-"România literară”

“Un splendid poem - Cine-a strigat - reia tema, îi dă un profund înțeles existențial cu ecouri argheziene. cuvântul ia ființă în strigătul terorizînd armonia cosmică, vestind totodată o trădare a inocenței, o dezordine provocată de o stranie conjurație. Emil Dreptate ne înfățișează un univers amenințat să-și schimbe structurile, oglinzile senine în coșmare. Vînătorul ia ceva din hieraticul chip al naturii disponibile să instaureze o altă ordine a valorilor, să participe la regia dramei. Realitate și vis, neliniște și reculegere se conjugă într-un scenariu de paradoxuri, de amînate "replici" ale ființei, de expansiuni ale realului ce cunoaște în final revelația cuvântului, luminii. Neiertătorul strigăt anunță nașterea luminii, purificarea de "păcatele lumii". Legea morală - o obsesie a poetului - se revendică de la mitologia luminii. Eticizarea vînătorii nu e atît un ritual, cît o dramatică ascensiune a agresivității profetice declanșată de o retorică a înscenării: "Cine-a strigat, cine-a visat./ Un ied trecu-n bătaia pustii,/ Pe pușcă cerul s-a lăsat/ Și are\vântorul ochi de cer/ Sîngera urma lui în stele/ Lumina cade, grea, de fier. Ce strigăt e? Cine e vis?/ Ori eu trec în bătaia zilei.../ Cărarea pc colină s-a deschis/ Și nu-i mai mult decît cuvânt/ Și simt lumina cum se naște/ Și mă dezbracă de pămînt." Zaharia Sângeorzan -, România literară

Emil Dreptate face parte din generația marcată de regăsirea unei poezii sub semnul multiplu al unor Esenin, Emil Botta, B. Fundoianu, Simion Stolnicul și sub aripa „de neatins” a lui Ion Barbu (deceniul 7). Cultul formei, al metaforei, al rostirii frumoase (firesc după o perioadă de neglijare ostentativă a esteticului) au transformat adesea poezia într-un fel de geometrie a inefabilului (tot în sensul marelui matematician-poet), în spațialitatea căreia sondările în profunzime prevalau abordării actualității. În consecință, se prefera comunicarea discretă și ușor încifrată, se cultiva un vag paseism (mascat prin eros) și în orice caz se evita infiltrarea concretului. Toate aceste caractere se opuneau celor care duseseră poezia contemporană într-un impas fals obiectiv, la o degradare a rostirii poetice. Valentin Tașcu-, Patosul interior al elegiei”, revista Tribuna

Drept semn al stăpînirii universului său existențial, Emil Dreptate poate duce obiectivarea pînă acolo unde bornele timpului se numesc atemporalitate: Foșnet abia deslușit/ Lumina invadează/ Cer după cer/ Și apune în calendarele pietrelor.(Pe mari coloane), ori veșnicie: E veșnică numai tăcerea... (E veșnică numai tăcerea). Încercat de trecătoare toamne, cu cerul scrutat adînc din ochi fosforescenți, ori mînat de un eros discret, personajul, ce este semnificant al poetului, se află într-un echilibru dinamic la cumpăna timpului: De-aceea, Doamnă, uneori e frig/ Și iarba dinspre stele-i grea de seară, / De aceea cu o mînă mă cîștig/ Și cealaltă mă-napoiază iară. (Veșnic, Doamnă). El, inimă de minutar și de secundar, încercînd printr-o mereu vicleană vînătoare să amenințe cu umbra-i luxarea fiecărei secunde, ne prestidigitează pe vîrful cuvintelor cenușa timpului. Prin înșiruirea orelor această exorcizare stilizează ființa umană de lut cîntător pînă la o extremă și reflexivă conceptualizare: Și nu-i mai mult decît cuvânt/ Și simt cum lumina se naște/ Și mă dezbracă de pămînt.(Cine-a strigat), al cărei rol e să nu vină prea devreme... 
Cristian Stamatoiu - Clepsidra cu cenușă, text apărut în Vatra din mai 1988

Este invocată și natura ca motiv de meditație Ținutul natal care e și titlul unei poeme fiind văzut ca o oază de liniște și pace, copilăria plasată în univers agrest revenind în memorie, în ipostază, catalică și de domolire a angoaselor maturității. Vara, copil,/ În apele răului/ Scăldându-mă... / Până deveneam albastru/ Ca apele. (Vara, copil). Erosul e absolut în toate ipostazele, inclusiv în cel conjugal, transfigurat însă la tensiuni lirice remarcabile, rafinate și sublimate uneori până la zone ermetice, fără să știrbească însă din candoare și din cadența ritmică, interioară. Iată o foarte subtilă declarație testamentară de dragoste: Tu să mă-nchizi/În oglinzile sângelui./ Cine știe ce semne/ Sunt pentru dezlegare?/ Poate ochiilor rămân/ Stele de seară/ Și obrajii/ Fântâni/Așteptându-le răsăritul. (Tu). Alteori găsim dorința încremenirii chipului iubit în retortele primei idile sau pledoaria lirică pentru împăcare, despărițirii opunundu-i-se o piatră (evident Simbolul casei) și, o biserică (simbolul trăiniciei). Ion Moise-Minerva nr. 48-49/1995. 

De fapt, melancolia accentuată a poemelor lui Emil Dreptate este provocată de un paseism pronunțat trăind între aceleași coordonate atinse de sunetele auzite sau bănuite ale cornului de vânătoare: Ca pescăruși rătăciți pe un șes/ Ori a inimii desfrunzită grădină/ Vorbele vechi cu un nou înțeles/ O să vină, nesfârșit, o să vină. (Tablou de toamnă). Până și visul, de obicei o proiecție, o opțiune compensatorie în literatură, îl retrăiește de fapt printr-o invocare, o altă întoarcere spre trecut: Hei, caii mei, voi cai ai mei/ Cât v-am iubit și suntem fum (Hei, caii mei). Andrei Moldovan-Erezii lirice, Editura, Limes” Cluj-Napoca, 2004.
Întreg ciclul Colina de aer, poezii noi așadar, a căpătat forma psalmilor după Psalmii lui David nu întâmplător. Într-una din cronicile sale literare la poezia lui Emil Dreptate, criticul Gheorghe Grigurcu remarca și definea clar întreaga sa creație lirică: muzicală, strânsă cu eleganță în tiparele tradiționale cu tendință de a decorporaliza trăirile, într-un amestec de reflexe istorice și uneori declinante - adică de invocat, de chemat, și îndelung așteptate - toate formând neîndoios fundalul de inspirație religioasă ce stă la baza creației în sine și ființei umane în general, Gheorghe Grigurcu afirmând acestea, a avut în calcul aproape toate volumele de versuri publicate de poet, de la debut: Vicleana vânătoare (1984), Cenușa unui zeu (1987), Mâine cântecul acesta (1989), Vestirile despre tine (1995), Netălmăcit, așteptările (1996), Păzitorul de cântece (2001), Există un loc (2008). Așa și în prezentul ciclu de psalmi, se regăsesc toate temele poetice urmărite de Emil Dreptate în volumele pomenite:
Ciclul nenumirilor și căutarea identității, ciclul cuvintelor și păzirii cântului, ciclul vicleșugului în cătarea celuilalt eu, ciclul rostirilor și supunerea în lucrare, rostul timpului și-al spațialității, sunt direcții semnificative în lirica lui Emil Dreptate. Neliniștile celui aflat în necontenită căutare sunt ca amintirile despre cele uitate. Teama de cuvinte impune inevitabil și păzirea lor, și păzirea de ele: (... și mă păzește de cuvintele noastre/, (...) îmi va fi greu să-ți spun să te ferești (...), să te păzești mereu de-aceleași lucruri/, ... sunet rostit în nerostitul cuvânt, /... trebuiau / toate ca o mărturie să păstreze taina credinței). Sufletul și timpul formează un alt arc peste timp închis într-un cerc vulnerabil, unde mâinile împreunate striveau aerul prin care cândva treceai - o metaforă de-o frumusețe rară. Prin mijlocirea acestora vine și mărturisirea de căpătâi din care răzbate dorința arzătoare de iertare și vindecare:
Mă socotesc fericită clipă în fața ta care-mi cunoști bine obiceiurile și neînțelegerile/ Pot înaintea ta să mă apăr de toate lucrurile prin care viața mă părăsește (p. 178). (...) De aceea te-am chemat să-ți las casa sufletului cu ușile și ferestrele deschise (p. 181). Virgil Rațiu-, Colina de aer”, poeme de Emil Dreptate

Puțin resemnat. Emil Dreptate se împacă cu sine și ia viața așa cum este Apele poeziei sale s-au liniștit. Poetul își pune aceleași întrebări ca și la debutul său, dar acestea parcă nu-1 sperie ca altădată, dându-ne impresia că pentru unele a găsit răspuns, sau că este com ins că la unele dintre ele nu se poate da un răspuns. Ion Radu Zăgrean - Lecturi simpatetice, 1999
Cei care au îndrăgit poezia lui Emil Dreptate au acum un moment de satisfacție ce s-a concretizat în recentul volum Păzitorul de cântece, Editura Eminescu, colecția Poeți contemporani, 2001; este un volum antologic, o selecție din cele cinci anterioare. (...).
Titlurile poeziilor din primul volum, citate în Cuprins, formează ele însele un poem, conturându-i substanța. Dialogul ființei poetice cu ființa biologică prinde contur încă de la început, gust amar al un fatalități (Fugit ireparabile tempus), al implacabilului: Nu pot să-ntunec taina vânătorii/ La care trupul meu este supus și constituie esența acestei selecții. Timpul curge nezăgăzuit și sentimentele se adâncesc dar ele au o haină metaforizată, nu sunt o simplă clamare (Și dacă e târziu înspre colină/Armuri și toamnă auzi cum cad). Mereu țărâna cade peste alb, mereu realitatea copleșește visul și puritatea lui într-o/Frumusețe dominând suferința/Unui timp schimbat și împlinit, unde timpul schimbat este cel al trecerii ireversibile, iar împlinit vizează finalul. Aceeași logică a titlurilor în exprimarea lirică, cu sensuri concentrate până la cristal: Pe rugul toamnei păsări s-au aprins, conving că doar vara și iarna sunt anotimpuri adevărate, primăvara și toamna fiind anotimpurile sentimentelor. Interlocutorul liric este unul fictiv, autorul este urmărit de imagini diverse dar cu aceleași semnificații, a vânătorii simbolice (Din urmă vine ceața ca o haită)
Aspirația perfecțiunii și amploarea personificărilor se regăsesc, în remarcabilul catren: E-n toată trecerea un alb mai pur/Aripile duc ceru și turnurile ora. Fiorul eternității (Și nu voi ști-o clipa niciodată/Mie-mi va trece pururi neîntâmplată) cutreieră sufletul unui Icar recunoscând Rămâne golul ultimului zbor/Și-al ultimului strigăt. Elementul de continuitate cu volumul anterior se întâlnește în prima poezie din Cenușa unui zeu: Că într-un cuvânt e o pândă grea, unde existența cosmică este văzută alături de cea terestră (Prin roirea de fântâni și stele) poetul pierzându-se prin cuvintele care îi dau viață și în care arde, se consumă; zeul este poetul care arde în cuvinte, o flacără transformă totul în cenușă, îi macină ființa dar nu și sensul existenței: Prin foșnete se aude pasul de zeu/... /Bulgăr de lut către singurătate. Mâine cântecul acesta va fi un ecou al locurilor natale și ale copilăriei, al migrației vârstei. Scrutările interioare profunde caracterizează acest al treilea volum (Numai un murmur/Curat și pierdut/Te va face să bănui/Părerea ce ni s-a născut), doar mugurii grădinilor mai au glas într-un azi în care tragicul are o firească exprimare (Iar eu plin de albul moștenit de la el (tatăl - n.n.) /Voi pleca pe urmele lui să-l găsesc), adeseori anotimpurile și ziua fiind asemuite ciclurilor vieții. Poetul are certitudinea proximități lui mâine din titlul acestui volum: Nu mai e mult departele-i aproape cuvânt ale cărui sensuri adânci le va înțelege și aprecia doar posteritatea.
Această vânătoare a existenței aduce și Vestirile despre tine rostite uneori sub lumina solară clară, puternică, înspăimântătoare și ocrotitoare, pierderile convertindu-se în cântec: Mai cade frunza/ Se mai naște cântecul. Acest tine reprezintă perceperea eului liric ca benefic existenței nu o dată traumatizate: Ci doar o rază bucurând/ Un drum al zilei către seară. Vestirile sunt sentimentele autorului care. Cândva, va fi perceput ca un Păzitor de cântece (Sufletul 1ui/ Pe unde șuieră/ Ca un plâns?) când Netălmăcit așteptările... vor avea rostiri și sentințe clare. 
Poetul Emil Dreptate, în acest volum, ca și în celelalte anterioare este un poet clasic prin universul ideatic al creației sale și prin expresia concisă, dar încărcata de simboluri. În Netălmăcit așteptările... aștepți să dezlegi tâlcuri ale existenței, angoase ce se revarsă dinspre suflet înspre vers, permanenta prezență a obsesiei ireversibilei treceri a timpului și a întoarcerii într-un univers matrice al copilăriei sau într-unul al solitudinii contemplative. Blânda desfrunzire, o vânătoare la care îl supune timpul pe Un drum al zilei către seară este conștientizată dureros: Dar înghețul e-același/ Pătrunde/ Dinspre sângele/ Morților mei". Volumul de față poate fi interpretat ca și o sinteză a celor anterioare, prin unitatea tematică și de atmosferă, dar și prin obsesii concrete.
Emil Dreptate este, în concluzie, un poet aflat sub zodia clasicului, el are permanenta seninătate și prospețime a poeziei autentice, are puritate a ființei lirice, bogata sa cultură este una sintetică, el nu stă în umbra vreunui zeu protector. Pentru el, drumul lung trebuie să fie un dantesc permanent îndemn. Tit Liviu Pop- Scriitori contemporani Editura, George Coșbuc”, Bistrița, 2003.

Emil Dreptate, un nume ca un pseudonim, nu și-a permis niciun rabat de la calitatea poetică a textelor sale. Poezia lui este meditativă, nu filosofică în sensul lui Blaga, ci apropiată de simțirea lui Ion Pillat. Emil Dreptate transformă lumea din jur în poezie, o poezie sensibilă, ca un obiect de cristal, scump, ușor de spart: O vrabie tresare între picăturile ploilor/Cu mâna ating mătasea umbrei ei. Încă de pe acum/de pe atunci, Emil Dreptate se constituie într-un poet descriptiv, admirator al miracolelor din natură. Poezia lui e senină și când își pune semne majore de întrebare: Întâiul mugur. Cum să-l mai opresc? /O, mugurii încet mă vor ucide. Vicleana vânătoare e ca un strigăt care declanșează taina căutării. În același registru, al spunerii maiestuoase, cu eleganță, continuă volumul „Cenușa unui zeu”. Elena M. Câmpan-Vatra Veche, august, 2011.

Se pot cita versuri de reținut din fiecare volum antologat-secțiune a cărții; tema trecerii are în poezia lui Emil Dreptate pregnanța și frumusețea pe care o mai întâlnim poate doar la Cezar Ivănescu dintre poeții apropiați nouă; de-ar fi să mai amintim doar Cine-a strigat din volumul Păzitorul de cântece (Tot strigând ce nu mai este/Mamă te-ai făcut poveste/Tot strigând ce nu mai doare/Tată te-ai făcut ninsoare...) sau Nu mai e mult din secțiunea Inedite în care se scrie: Nu mai e mult departele-i aproape/În aer arde-vara pe sfârșite/Spre alte rosturi se îndreaptă clipa/Ca-n zarea unui clopot se aude/Ușoara desfrunzire din livadă/Un cer mai sus întemeind aripa/Ori un văzduh ce nu-ți cunoaște vina/Tăcerea mieilor a înflorit/De mult de aer s-a făcut colina. Neîndoielnic, versurile au un viguros optimism de profunzime; de altfel timbrul poetic al lui Emil Dreptate are în Ineditele în proză frumuseți și prețuri noi, prin conexiunea tematică amplă spre detașare, sapiențial.
Virtutea Colinei de aer este lirismul, condiția sine qua non a poeziei. Victor Stir-Mesagerul de Bistrița-Năsăud 20/04/2011.